# Notholebias minimus
Notholebias minimus är en fiskart som först beskrevs av Myers 1942.  Notholebias minimus ingår i släktet Notholebias och familjen Rivulidae. IUCN kategoriserar arten globalt som sårbar. Inga underarter finns listade i Catalogue of Life.